# Pietro Boschi
Pietro Boschi (Milano, 1811 – Lesa, 4 novembre 1887) è stato un avvocato, prefetto e politico italiano.

## Biografia
Nato a Milano nel 1811, giureconsulto, era intendente generale (titolo equivalente a quello odierno di prefetto) della Divisione di Novara. Nel gennaio 1849 fu eletto deputato per il collegio di Borgosesia, ma l'elezione fu annullata il 4 febbraio 1849 "per incompatibilità d'impiego, essendo l'eletto intendente generale della divisione di Novara".
Fu eletto nel 1860 alle elezioni suppletive nel collegio di Chiavenna e nel 1861 in quello di Mortara.
Politicamente fu schierato a destra. Resse il segretariato generale del Ministero dei Lavori pubblici. Essendosi sparse voci su un suo possibile coinvolgimento in fatti illeciti riguardanti quel ministero, per fare chiarezza rinunciò volontariamente all'immunità parlamentare; essendo però dubbio (visto l'articolo 45 dello Statuto Albertino) che tale rinuncia potesse essere concessa, si dimise da deputato nel 1862.